# Nicolas Vallar
Hiro Nicolas Vallar (Papeete, 22 de outubro de 1983) é um futebolista taitiano que joga como zagueiro. Atualmente joga pelo Pirae e defende a Seleção Taitiana de Futebol.
Vallar fez a sua estreia pela equipe principal do Taiti durante Copa das Nações da OFC de 2012, sendo o capitão da equipe, onde marcou duas vezes de pênalti e recebeu o prêmio de melhor jogador da competição que o Taiti venceu pela primeira vez.
O título da Oceania credenciou o Taiti para a disputa da Copa das Confederações de 2013 no Brasil. No primeiro jogo contra a Nigéria, Vallar marcou contra a própria meta o primeiro gol da partida em que os africanos venceram por 6 a 1.

## Gols internacionais
| # | Data                   | Oponente        | Campeonato                     | Estádio                                            | Gol | Placar |
| - | ---------------------- | --------------- | ------------------------------ | -------------------------------------------------- | --- | ------ |
| 1 | 3 de junho de 2012     | Nova Caledônia  | Copa das Nações da OFC de 2012 | Estádio Lawson Tama, Honiara, Ilhas Salomão        | 2–0 | 4–3    |
| 2 | 5 de junho de 2012     | Vanuatu         | Copa das Nações da OFC de 2012 | Estádio Lawson Tama, Honiara, Ilhas Salomão        | 1–0 | 4–1    |
| 3 | 28 de setembro de 2012 | Guiana Francesa | Coupe de l'Outre-Mer de 2012   | Clairefontaine, Clairefontaine-en-Yvelines, França | 1–2 | 1–2    |